# 卡彭達谷 (加利福尼亞州)
卡彭達谷（英語：Carpenter Valley）是位於美國加利福尼亞州內華達縣的一個非建制地區。該地的面積和人口皆未知。

## 地理
卡彭達谷的座標為39°22′55″N 120°15′22″W / 39.38194°N 120.25611°W，而該地的平均海拔高度為1895米（即6217英尺）。